# NGC 1322
NGC 1322 este o galaxie lenticulară situată în constelația Eridanul. A fost descoperită în 5 octombrie 1836 de către John Herschel. Se află la o distanță de 81,73 de megaparseci de Pământ.